# عروسی حسین، ولیعهد اردن، و رجوه آل سیف
عروسی حسین، ولیعهد اردن، و رجوه آل سیف در روز ۱ ژوئن ۲۰۲۳ در کاخ زهران برگزار شد.
حسین بزرگ‌ترین پسر ملک عبدالله دوم بن حسین و ملکه رانیا عبدالله و وارث بلافصل تاج و تخت اردن می‌باشد. رجوه آل سیف نیز کوچک‌ترین دختر خالد آل سیف، کارآفرین سعودی، و همسرش عزه السدیری (از خانواده مادری پادشاه عربستان ملک سلمان بن عبدالعزیز) می‌باشد.

## نامزدی
نامزدی این زوج در روز ۱۷ اوت ۲۰۲۲ توسط توییتر دربار سلطنتی هاشمی اعلام شد. مراسم نامزدی در خانه پدری رجوه آل سیف در ریاض برگزار شد و اعضای خانواده سلطنتی اردن از جمله شاه و ملکه، شاهزاده الحسن بن طلال، شاهزاده هاشم بن عبدالله، شاهزاده علی بن الحسین، شاهزاده هاشم بن الحسین، شاهزاده غازی بن محمد، شاهزاده راشد بن الحسن، و اعضای خانواده آل سیف حاضر بودند.
برای مراسم نامزدی، رجوه چادر عربی گلدوزی‌شده برند لبنانی اورینت ۴۹۹ برسر و کمربند برنزی که از مادر حسین، ملکه رانیا قرض‌گرفته بود بر تن داشت. ملکه رانیا همچنین یک جفت گوشواره طلای سفید و الماس زرد استفان وبستر را برای یکی از پرتره‌های نامزدی به آل سیف قرض داده بود.
شاهزاده حسین یک حلقه با الماس گلابی‌تراش ساخت هری وینستون را به آل سیف هدیه نمود.
دربار سلطنتی هاشمی در روز ۳۱ دسامبر ۲۰۲۲ اعلام نمود که مراسم عروسی در روز ۱ ژوئن ۲۰۲۳ برگزار خواهد شد. دیرتر مشخص شد که مراسم عروسی در کاخ زهران برگزار خواهد شد.

## مراسم عروسی
مراسم عروسی در ساعت ۴:۰۰ بعد از ظهر به وقت محلی روز ۱ ژوئن ۲۰۲۳ در کاخ زهران برگزار شد.

## میهمانان

### خویشاوندان داماد

#### خانواده سلطنتی اردن
- عبدالله دوم و رانیا عبدالله، والدین داماد[۱۰]
  - شاهدخت ایمان بنت عبدالله و جمیل آلکساندر ترمویوتیس[ب],  خواهر و شوهرخواهر داماد[۱۰]
  - سلما بنت عبدالله، خواهر داماد[۱۰]
  - شاهزاده هاشم بن عبدالله، بردار داماد[۱۰]
- شاهدخت مونا الحسین، مادربزرگ پدری داماد[۱۰]
  - شاهزاده فیصل بن الحسین و شاهدخت زینا آل‌فیصل، عمو و زن عموی داماد[۱۰]
  - شاهدخت عایشه بنت الحسین، عمه داماد[۱۰]
  - شاهدخت زین بنت الحسین، عمه داماد[۱۰]
- en:Princess Alia bint Al Hussein, عمه ناتنی داماد [۱۰]
- علی بن حسین (شاهزاده اردنی) و ریم علی، عموی ناتنی و زن عموی ناتنی داماد[۱۰]
- شاهزاده هاشم بن الحسین و شاهدخت فهده الهاشم، عموی ناتنی و زن عموی ناتنی داماد[۱۰]
- شاهدخت رایه بنت الحسین و فارس ند داناوان، عمه ناتنی و شوهرعمۀ ناتنی داماد[۱۰]
- شاهدخت فریال، همسر اول شاهزاده فقید محمد بن طلال[۱۰]
  - شاهزاده طلال بن محمد و شاهدخت غیدا طلال، نوه‌عموی پدر داماد و همسرش[۱۰]
  - شاهزاده غازی بن محمد و شاهدخت مریم غازی، نوه‌عموی پدر داماد و همسرش[۱۰]
- شاهدخت تغرید محمد، همسر دوم شاهزاده فقید محمد بن طلال[۱۰]
- شاهزاده الحسین بن طلال و en:Princess Sarvath El Hassan, عموی بزرگ پدر داماد و همسرش[۱۰]
  - شاهدخت رحمه بنت الحسن، دخترعموی بزرگ پدر داماد[۱۰]
  - شاهدخت سمیه بنت الحسن، دخترعموی بزرگ پدر داماد[۱۰]
  - شاهزاده راشد بن الحسن و زینه شعبان، پسرعموی بزرگ پدر داماد و همسرش[۱۰]
- شاهدخت بسمه بنت طلال، خاله پدر داماد[۱۰]

#### خانواده الیاسین
- الهام الیاسین، مادربزرگ مادری داماد
  - دینا الیاسین و شریف زعبی، خاله و شوهرخاله داماد
  - مجدی الیاسین و ریم حورانی، دایی و زن دایی داماد

### خویشاوندان عروس
- خالد آل سیف و عزه السدیری، والدین عروس[۱۰]
  - فیصل آل سیف، برادر عروس
  - نایف آل سیف، برادر عروس
  - دانا آل سیف، خواهر عروس

### اعضای خانواده‌های سلطنتی خارجی

#### اعضای سلطنتی و خاندان‌های سلطنتی حاکم
- سلمان بن حمد بن عیسی آل خلیفه (به نمایندگی از حمد بن عیسی آل خلیفه)
- ناصر بن حمد آل خلیفه
- فیلیپ بلژیک[۱۱][۱۲]
  -  شاهدخت الیزابت، دوشس برابانت[۱۱][۱۲]
- جتسون پما (به نمایندگی از جیگمی خسار نامگیال وانگچوک)
- Princess Euphelma Choden of Bhutan
- حسن البلقیه[۱۳]
  -  شاهزاده عبدالمتین برونئی
- فردریک، ولیعهد دانمارک و مری، شاهدخت دانمارک (به نمایندگی از مارگرته دوم)[۱۴]
- شاهدخت تاکامادو (به نمایندگی از ناروهیتو)[۱۵][۱۶]
  -  شاهدخت تسوگوکو تاکامادو[۱۵][۱۶]
- شیخ احمد ال‌عبدالله الصباح و شیخه منی الکلیب کویت (به نمایندگی از نواف احمد جابر الصباح)
- آلوئیس، شاهزاده ارثی لیختن اشتاین و شاهدخت موروثی لیختن‌اشتاین (به نمایندگی از هانس ادام دوم، شاهزاده لیختن‌اشتاین)
- Prince Johann Wenzel of Liechtenstein و Countess Felicitas von Hartig[پ]
- شاهزاده زباستین لوکزامبورگ (به نمایندگی از آنری، دوک اعظم لوکزامبورگ)[پ]
- عبدالله پاهانگ و Raja Permaisuri Agong of Malaysia[۱۷]
- ویلم-آلکساندر هلند و ملکه ماکسیمای هلند[۱۸]
  -  کاتارینا-آمالیا، شاهدخت اورانیه[پ][۱۸]
- هوکون، ولیعهد نروژ (به نمایندگی از هارالد پنجم)[۱۹]
- ذی یزن بن هیثم آل سعید (به نمایندگی از هیثم بن طارق آل سعید)
- موزا بنت ناصر (به نمایندگی از تمیم بن حمد آل ثانی)
  -  خلیفه بن حمد بن خلیفه آل ثانی[پ]
- خوآن کارلوس یکم و سوفیا د گرسیا (به نمایندگی از فلیپه ششم)[۲۰][۲۱]
- ویکتوریا، ولیعهد سوئد و شاهزاده دانیل، دوک وستریوتلاند (به نمایندگی از کارل گوستاف شانزدهم)[۲۲]
- ولیعهد ابوظبی (به نمایندگی از محمد بن زاید آل نهیان)
- ویلیام، شاهزاده ولز و کاترین، شاهدخت ولز (به نمایندگی از چارلز سوم)[۲۳]
- شاهدخت بئاتریس یورک، و ادواردو ماپلی موتزی[۲۴]

#### اعضای سلطنتی و خاندان‌های سلطنتی غیر حاکم
- سیمئون زاکس-کبورگ و گوتا و تزاریتسا مارگاریتای بلغارستان[پ]
  - شاهزاده پرسلاو و کاترین باتلر[پ]
- پاولوس، ولیعهد یونان[پ]
- فرح پهلوی شهبانوی سابق ایران [پ]
- مارگارتا، ولیعهد رومانی و شاهزاده رادئو[پ][۲۵]

### سیاست‌مدران
- بشر خصاونه، نخست‌وزیر اردن و همسرش رانا سلطان[پ]
- ایمن الصفدی، معاون نخست‌وزیر اردن، وزیر امورخارجه[پ]

### دیپلمات‌ها و سیاستمداران خارجی
- احمد ابوالغیط، دبیرکل لیگ عرب و همسرش لیلی ابوالغیط[پ]
- نیکوس کریستودولیدس، بانوی اول قبرس
- انتصار السیسی، بانوی اول مصر و دخترش آیه السیسی
- عبداللطیف رشید و شاناز ابراهیم احمد، رئیس‌جمهور و بانوی اول عراق
- برهم صالح و سارباغ صالح، رئیس‌جمور و بانوی اول پیشین عراق[پ]
- مصطفی الکاظمی، نخست‌وزیر پیشین عراق [پ]
- مسعود بارزانی، رئیس‌جمهور پیشین کردستان عراق[پ]
- مسرور بارزانی، نخست‌وزیر کردستان عراق[پ]
- ماتئو رنتسی، نخست‌وزیر پیشین ایتالیا و همسرش اگنس لاندینی[۲۶]
- نجیب میقاتی، نخست‌وزیر لبنان و همسرش می میقاتی
- بلاول بوتو زرداری، وزیر امورخارجه پاکستان
- پل کاگامه و جنت کاگامه، رئیس‌جمور و بانوی اول روآندا
- دیوید کامرون، نخست‌وزیر پیشین بریتانیا و همسرش سامانتا کامرون[پ]
- جیل بایدن، بانوی اول ایالات متحده و دخترش اشلی بایدن[۱۷]
- نانسی پلوسی، عضو مجلس نمایندگان ایالات متحده و شوهرش en:Paul Pelosi[پ]
- آرمن سارگسیان و نونه سارگسیان رئیس‌جمهور و بانوی اول پیشین ارمنستان

### دیگر میهمانان سرشناس
- en:Carole Middleton[پ][۲۷]
  - Philippa و James Matthews[پ][۲۷]
- ایوانکا ترامپ و جرد کوشنر[پ]